# 大宁都指挥使司
大宁都指挥使司，简称大宁都司，明朝在今河北省北部、内蒙古自治区东南部地区设立的军政机构。
洪武二十年（1387年）设置大宁都司，治所在大宁卫（今内蒙古自治区宁城县西）。管辖今河北省长城以北，内蒙古自治区西拉木伦河以南等地。第二年改为北平行都司。永乐元年（1403年）恢复大宁都司，改治保定府（今河北省保定市），后来所领卫所有的废除，有的迁移到长城以南，清朝初年完全废除。